# آسمان (فیلم ۱۹۵۲)
آسمان (به هندی: Amber) فیلمی محصول سال ۱۹۵۲ و به کارگردانی جایانت دیسای است. در این فیلم بازیگرانی همچون راج کاپور، نرگس دات، آقا، بیپین گوپتا، تانوجا، هلن ایفای نقش کرده‌اند.